# Obi Toppin
Obadiah Richard «Obi» Toppin (Brooklyn, Nueva York, 4 de marzo de 1998) es un baloncestista estadounidense que pertenece a la plantilla de los Indiana Pacers de la NBA. Con 2,06 metros de estatura, juega en la posición de ala-pívot. Es hermano del también baloncestista profesional Jacob Toppin.

## Trayectoria deportiva

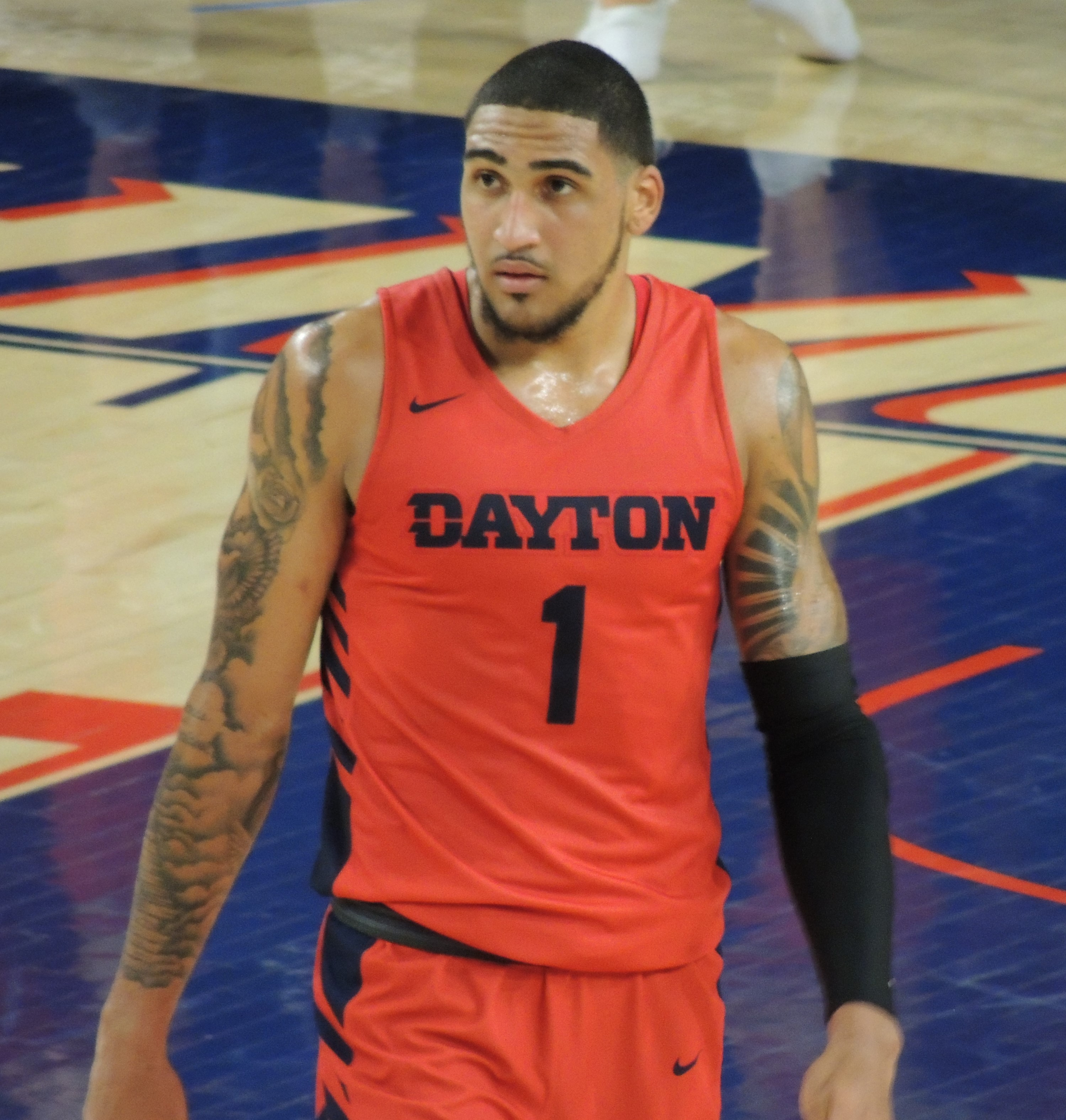
Toppin con Dayton en 2020.

### Universidad
Jugó dos temporadas con los Flyers de la Universidad de Dayton, en las que promedió 17,1 puntos, 6,6 rebotes, 2,0 asistencias y 1,0 tapones por partido. En su primera temporada, tras liderar a los Flyers con 14,4 puntos por partido, además de 5,6 rebotes, fue elegido Rookie del Año e incluido en el mejor quinteto de la Atlantic 10 Conference, el primer freshman en aparecer en el mismo desde Lamar Odom en 1999.
Su segunda temporada la acabó con unos promedios de 20 puntos, 7,5 rebotes y 1,2 tapones por encuentro con un 63,3% de acierto en tiros de campo, lo que le valió para ser elegido Jugador del Año de la A-10. fue incluido en el primer equipo All-American consensuado, ganando además el Premio Karl Malone al mejor ala-pívot de la NCAA, y siendo elegido Naismith College Player of the Year de forma consensuada, tras lograr el Associated Press College Basketball Player of the Year, el premio al Jugador del Año de la NABC, el Trofeo Oscar Robertson y el Premio John R. Wooden.
Al término de la temporada, Toppin anunció que renunciaría a las dos que le quedaban de elegibilidad en la universidad para ingresar en el Draft de la NBA. Terminó su carrera con 1.096 puntos anotados y un récord de la universidad de 190 mates.

#### Estadísticas
| Año     | Equipo | PJ | PT | MPP  | %TC  | %3P  | %TL  | RPP | APP | ROB | TPP | PPP  |
| ------- | ------ | -- | -- | ---- | ---- | ---- | ---- | --- | --- | --- | --- | ---- |
| 2018–19 | Dayton | 33 | 15 | 26.5 | .666 | .524 | .713 | 5.6 | 1.8 | .6  | .8  | 14.4 |
| 2019–20 | Dayton | 31 | 31 | 31.6 | .633 | .390 | .702 | 7.5 | 2.2 | 1.0 | 1.2 | 20.0 |
| Total   | Total  | 64 | 46 | 29.0 | .647 | .417 | .706 | 6.6 | 2.0 | .8  | 1.0 | 17.1 |

### Profesional
Fue elegido en la octava posición del Draft de la NBA de 2020 por los New York Knicks.
Durante su segunda temporada, el 19 de febrero de 2022, en la celebración del All-Star Weekend, se proclamó campeón del Concurso de Mates de la NBA. El 8 de abril ante Washington Wizards anota 35 puntos. El 10 de abril ante Toronto Raptors consigue su mejor marca de anotación con 42 puntos, además de 10 rebotes.
Tras tres temporadas en Nueva York, el 1 de julio de 2023, es traspasado a Indiana Pacers.
El 30 de junio de 2024 renueva por cuatro temporadas y $60 millones con los Pacers.

## Estadísticas de su carrera en la NBA
|  | Líder de la liga |

### Temporada regular
| Año     | Equipo   | PJ  | PT | MPP  | %TC  | %3P  | %TL  | RPP | APP | ROB | TPP | PPP  |
| ------- | -------- | --- | -- | ---- | ---- | ---- | ---- | --- | --- | --- | --- | ---- |
| 2020-21 | New York | 62  | 0  | 11.0 | .498 | .306 | .731 | 2.2 | .5  | .3  | .2  | 4.1  |
| 2021-22 | New York | 72  | 10 | 17.1 | .531 | .308 | .758 | 3.7 | 1.1 | .3  | .5  | 9.0  |
| 2022-23 | New York | 67  | 5  | 15.7 | .446 | .344 | .809 | 2.8 | 1.0 | .3  | .2  | 7.4  |
| 2023-24 | Indiana  | 82  | 28 | 21.1 | .573 | .403 | .770 | 3.9 | 1.6 | .6  | .5  | 10.3 |
| 2024-25 | Indiana  | 79  | 4  | 19.6 | .529 | .365 | .781 | 4.0 | 1.6 | .6  | .4  | 10.5 |
| Total   | Total    | 362 | 47 | 17.2 | .523 | .355 | .771 | 3.4 | 1.2 | .4  | .4  | 8.5  |

### Playoffs
| Año   | Equipo   | PJ | PT | MPP  | %TC  | %3P  | %TL  | RPP | APP | ROB | TPP | PPP  |
| ----- | -------- | -- | -- | ---- | ---- | ---- | ---- | --- | --- | --- | --- | ---- |
| 2021  | New York | 5  | 0  | 13.1 | .522 | .333 | .833 | 2.6 | .4  | .0  | .2  | 6.4  |
| 2023  | New York | 11 | 1  | 15.9 | .429 | .302 | .800 | 3.5 | .6  | .7  | .3  | 7.0  |
| 2024  | Indiana  | 17 | 0  | 20.2 | .541 | .357 | .760 | 4.4 | 1.7 | .4  | .4  | 10.9 |
| 2025  | Indiana  | 23 | 0  | 19.1 | .485 | .321 | .694 | 3.8 | 1.3 | .7  | .3  | 9.4  |
| Total | Total    | 56 | 1  | 18.3 | .496 | .328 | .736 | 3.8 | 1.2 | .5  | .3  | 9.1  |